# Luis Jara (futbolista)
Luis Arturo Jara Farjas (Santiago, Chile, 12 de octubre de 1983) es un exfutbolista chileno. Jugaba de mediocampista.

## Clubes
| Club                 | País  | Año       |
| -------------------- | ----- | --------- |
| Universidad Católica | Chile | 2003-2004 |
| Provincial Osorno    | Chile | 2005      |
| Unión Española       | Chile | 2006      |
| Universidad Católica | Chile | 2007      |
| Ñublense             | Chile | 2007      |
| Universidad Católica | Chile | 2008      |
| Curicó Unido         | Chile | 2008      |
| Deportes La Serena   | Chile | 2009      |
| San Marcos de Arica  | Chile | 2010      |
| Magallanes           | Chile | 2011      |
| Trasandino           | Chile | 2012-2013 |

## Palmarés

### Campeonatos nacionales
| Título    | Club         | País  | Año  |
| --------- | ------------ | ----- | ---- |
| Primera B | Curicó Unido | Chile | 2008 |